# Kanadas Grand Prix 1998
Kanadas Grand Prix 1998, officiellt Grand Prix Player's du Canada 1998, var ett Formel 1-lopp som kördes 7 juni 1998 på Circuit Gilles Villeneuve i Montréal i Kanada. Loppet var det sjunde av sammanlagt sexton deltävlingar ingående i Formel 1-säsongen 1998 och kördes över 69 varv.

## Rapport
I detta kontroversiella lopp vann Michael Schumacher sin blott andra seger under säsongen 1998. Efter en startkrasch startades tävlingen om och då stannade den VM-ledande Mika Häkkinen på grund av ett växellådsproblem. Schumacher tryckte Heinz-Harald Frentzen av banan efter ett depåstopp och fick ett 10-sekunders tidsstraff. När Schumacher kom ut var han vansinnig på Damon Hill, som blockerat honom. Han sa "Om han vill döda mig finns det andra sätt att göra det på". Schumacher tog sig dock förbi och körde sedan även förbi Giancarlo Fisichella i samband med ett depåstopp och vann tävlingen. 

## Resultat

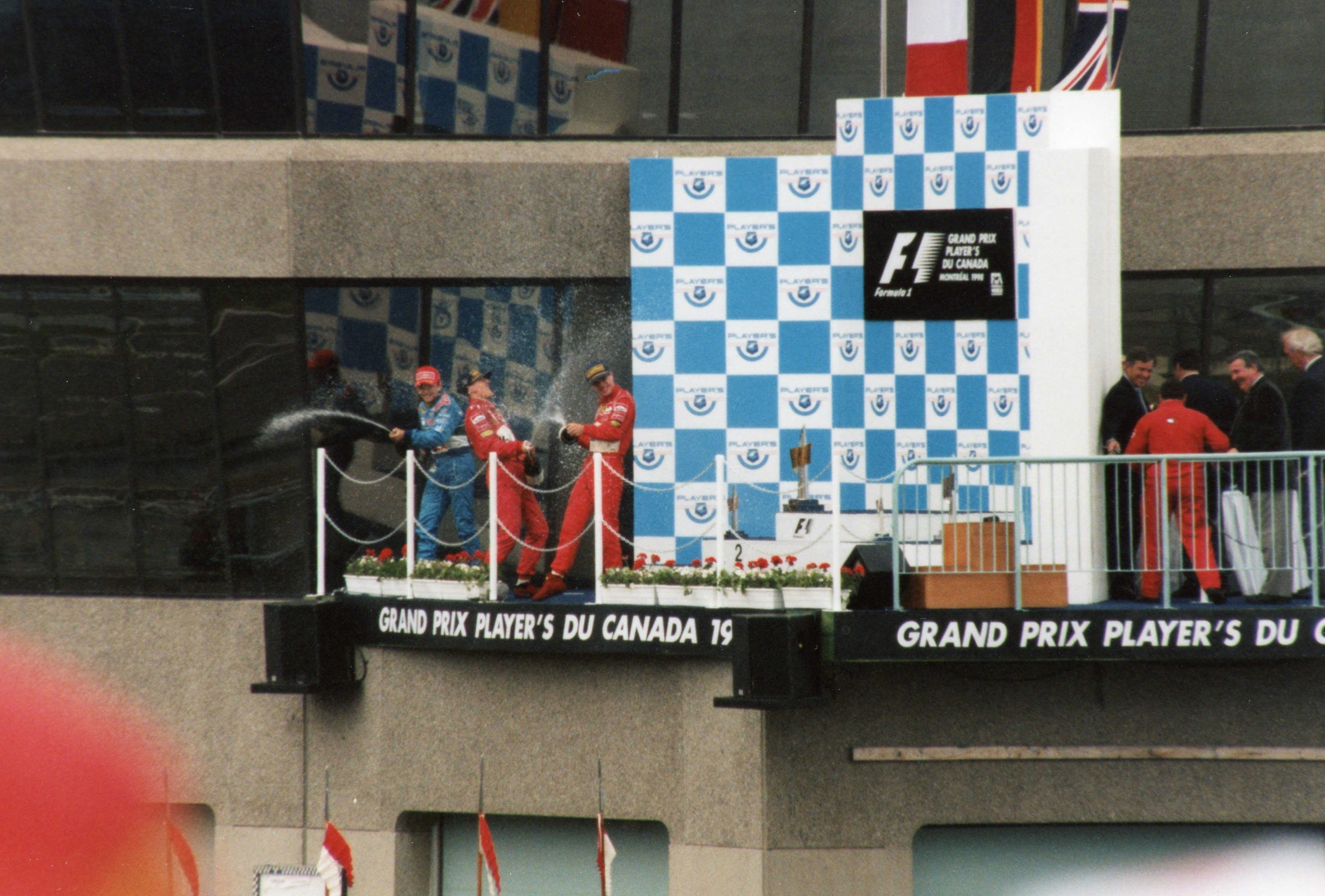
Podiet i Kanada 1998

1. Michael Schumacher, Ferrari, 10 poäng
2. Giancarlo Fisichella, Benetton-Playlife, 6
3. Eddie Irvine, Ferrari, 4
4. Alexander Wurz, Benetton-Playlife, 3
5. Rubens Barrichello, Stewart-Ford, 2
6. Jan Magnussen, Stewart-Ford, 1
7. Shinji Nakano, Minardi-Ford
8. Ricardo Rosset, Tyrrell-Ford
9. Pedro Diniz, Arrows
10. Jacques Villeneuve, Williams-Mecachrome

### Förare som bröt loppet
- Esteban Tuero, Minardi-Ford (varv 53, elsystem)
- Damon Hill, Jordan-Mugen Honda (42, elsystem)
- Olivier Panis, Prost-Peugeot (39, snurrade av)
- Heinz-Harald Frentzen, Williams-Mecachrome (20, snurrade av)
- David Coulthard, McLaren-Mercedes (18, gasspjäll)
- Johnny Herbert, Sauber-Petronas (18, snurrade av)
- Mika Salo, Arrows (18, snurrade av)
- Mika Häkkinen, McLaren-Mercedes (0, växellåda)
- Ralf Schumacher, Jordan-Mugen Honda (0, växellåda)
- Jean Alesi, Sauber-Petronas (0, kollision)
- Jarno Trulli, Prost-Peugeot (0, kollision)
- Toranosuke Takagi, Tyrrell-Ford (0, transmission)

## VM-ställning
| Förarmästerskapet 1. Mika Häkkinen, McLaren-Mercedes, 46 2. Michael Schumacher, Ferrari, 34 3. David Coulthard, McLaren-Mercedes, 29 | Konstruktörsmästerskapet 1. McLaren-Mercedes, 75 2. Ferrari, 53 3. Benetton-Playlife, 25 |